# Payam Mashhad
Der Payam Khorasan Razavi Cultural and Sport Club, besser bekannt als Payam Mashhad (persisch باشگاه فوتبال پيام خراسان), ist ein iranischer Fußballverein aus Maschhad.

## Geschichte
Payam Mashhad wurde 1977 gegründet. Der Verein, dessen Name sich häufig änderte (Payam Gach Khorasan, Payam Iran Khodro Khorasan, Payam Moghavemat Khorasan, Payam Peykan Mashhad, Payam Post Mashhad, Payam Mokhaberat Khorasan und Payam Ertebatat Mashhad), gehört seit seiner Gründung der staatlichen iranischen Telekommunikations- und Postgesellschaft Mokhaberat & Ertebatat.
In der abgelaufenen Spielzeit 2007/2008 wurde die Mannschaft Zweiter der Staffel A in der Azadegan League. Der Verein setzte sich in zwei Play-off-Spielen gegen Foolad Ahvaz, dem Tabellenersten der Staffel B, durch und schaffte somit den Aufstieg in die IPL.

## Erfolge
- Iranischer Zweitligameister: 2007/08